# Enrico Maggioni
Enrico Maggioni (Missaglia, 1º novembre 1946) è un dirigente sportivo ed ex ciclista su strada italiano.
Professionista dal 1969 al 1977 ottenne numerosissimi piazzamenti e podi, soprattutto nelle corse in linea del panorama ciclistico italiano, ma riuscì ad aggiudicarsi una sola gara, il Giro di Sicilia 1973, organizzato come prova in linea in quella stagione.

## Palmares
- 1968 (Dilettanti)

Coppa Varignana
4ª tappa Österreich-Rundfahrt (Innsbruck > Schaan)
7ª tappa Österreich-Rundfahrt (Kaprun > Klagenfurt)
- 1973 (Dreherforte, una vittoria)

Giro di Sicilia
https://notiziariosicilia.wordpress.com/2019/03/11/17-ottobre-1973-giro-di-sicilia-a-sciacca-vince-maggioni/

### Altri successi
- 1973 (Dreherforte, una vittoria)

Circuito di Vighizzolo d'Este (criterium)

## Piazzamenti

### Grandi Giri
- Giro d'Italia

1969: 17º
1970: 13º
1971: 15º
1973: 54º
- Tour de France

1976: ritirato (alla 12ª tappa)

### Classiche monumento
- Milano-Sanremo

1969: 34º
1970: 58º
1971: 15º
1972: 80º
1973: 103º
1974: 115º
- Liegi-Bastogne-Liegi

1976: 27º
- Giro di Lombardia

1969: 29º
1970: 8º
1971: 6º
1973: 12º
1974: 15º